# 30: Very Best of Deep Purple
Albums de Deep Purple
Abandon
(1998) In Concert with the London Symphony Orchestra
(1999)
30: Very Best of Deep Purple est une compilation de Deep Purple sortie en 1998, pour célébrer les trente ans du groupe. Elle est parue sous deux formats : un album simple, sur lequel plusieurs chansons longues sont abrégées, et un double album.

## Titres
Toutes les chansons sont de Ritchie Blackmore, Ian Gillan, Roger Glover, Jon Lord et Ian Paice, sauf mention contraire.

### Album simple
1. Hush (South) – 4:26
2. Black Night – 3:29
3. Speed King – 4:27
4. Child in Time – 4:15
5. Strange Kind of Woman – 3:51
6. Fireball – 3:24
7. Demon's Eye – 5:20
8. Smoke on the Water – 5:39
9. Highway Star – 6:29
10. When a Blind Man Cries – 3:30
11. Never Before – 3:30
12. Woman from Tokyo – 2:47
13. Burn (Blackmore, Coverdale, Lord, Paice) – 4:33
14. Stormbringer (Blackmore, Coverdale) – 4:05
15. You Keep on Moving (Coverdale, Hughes) – 4:30
16. Perfect Strangers (Blackmore, Gillan, Glover) – 4:16
17. Ted the Mechanic (Gillan, Glover, Lord, Morse, Paice) – 4:19
18. Any Fule Kno That (Gillan, Glover, Lord, Morse, Paice) – 4:28

### Double album

#### Disque 1
1. Hush (South) – 4:28
2. Mandrake Root (Evans, Blackmore, Lord) – 6:11
3. Kentucky Woman (Diamond) – 4:43
4. Wring That Neck (Blackmore, Simper, Lord, Paice) – 5:14
5. The Bird Has Flown (Evans, Blackmore, Lord) – 2:54
6. Emmaretta (Evans, Blackmore, Lord) – 3:00
7. Hallelujah (Greenaway, Cook) – 3:43
8. "Black Night – 3:29
9. Speed King – 5:53
10. Bloodsucker – 4:13
11. Child in Time – 10:17
12. Strange Kind of Woman – 3:53
13. Fireball – 3:26
14. Demon's Eye – 5:19
15. When a Blind Man Cries – 3:31

#### Disque 2
1. Highway Star – 6:32
2. Smoke on the Water – 5:43
3. Never Before – 4:01
4. Woman from Tokyo – 5:51
5. Burn (Coverdale, Blackmore, Lord, Paice) – 6:03
6. Might Just Take Your Life (Blackmore, Coverdale, Lord, Paice) – 4:39
7. Stormbringer (Blackmore, Coverdale) – 4:07
8. You Keep on Moving (Coverdale, Hughes) – 5:19
9. Perfect Strangers (Blackmore, Gillan, Glover) – 5:21
10. Knocking at Your Back Door (Gillan, Blackmore, Glover) – 7:03
11. King of Dreams (Turner, Blackmore, Glover) – 5:29
12. Ted the Mechanic (Gillan, Morse, Glover, Lord, Paice) – 4:19
13. Any Fule Kno That (Gillan, Morse, Glover, Lord, Paice) – 4:27

## Musiciens
- Chant : Rod Evans, Ian Gillan, David Coverdale, Glenn Hughes, Joe Lynn Turner
- Guitare : Ritchie Blackmore, Tommy Bolin, Steve Morse
- Claviers : Jon Lord
- Basse : Nick Simper, Roger Glover, Glenn Hughes
- Batterie : Ian Paice